# Berjozovka (Krasznojarszki határterület)
Berjozovka (oroszul: Берёзовка) városi jellegű település Oroszország ázsiai részén, a Krasznojarszki határterületen, a Berjozovkai járás székhelye.
Népessége: 20 887 fő (a 2010. évi népszámláláskor).

## Elhelyezkedése
Krasznojarszktól 22 km-re északkeletre, a Jenyiszej jobb partján helyezkedik el. A település mellett vezet a „Szibéria” nevű R255-ös főút (oroszul: ).

## Története
A település 1639-ben keletkezett, amikor a Berjozovka (a Jenyiszej kis mellékfolyója) torkolatánál jenyiszejszki szerzetesek kolostort alapítottak, melyet cölöpfalazattal és bástyákkal is megerősítettek, templomát 1678-ban építették. A kolostort 1768-ban bezárták. A 18. században épített szibériai postaút a falun haladt keresztül, és 1840-ben itt létesült a kompátkelő a Jenyiszejen.
1937-től 1963-ig a falu a Szovjetszkiji járás székhelye volt, majd a járást 1963-ban megszüntették. 1983-ban hozták létre a Berjozovkai járást, és a település ismét járási székhely lett.
A Krasznojarszk vonzáskörzetében fekvő településnek az 1970-es évektől növekvő szerepe volt a nagyváros élelmiszerellátásában. Baromfitenyésztése és zöldségtermesztése, valamint feldolgozóipara jelentős.